# قبس تكساني
قبس تكساني (الاسم العلمي:Phlox texensis) هو نوع من النباتات يتبع جنس القبس من الفصيلة البولامونيونية.